# Łukasz Koszarek
Łukasz Koszarek, né le 12 janvier 1984, à Września, en Pologne, est un joueur polonais de basket-ball. Il évolue au poste de meneur.

## Palmarès
- Vainqueur de la coupe de Pologne 2012
- Vainqueur de la supercoupe de Pologne 2007